# Saletara cycinna
Saletara cycinna is een vlindersoort uit de familie van de Pieridae (witjes), onderfamilie Pierinae.
Saletara cycinna werd in 1861 beschreven door Hewitson.